# Abu Dhabi Open
Az Abu Dhabi Open egy WTA500 kategóriájú tenisztorna Abu-Dzabiban, az Egyesült Arab Emírségekben. A WTA versenynaptárába első alkalommal 2021-ben került be, amikor az év első női tenisztornája volt, amely január 5-én kezdődött. Korábban, 2009-től a férfiaknak, 2017-től már a nők számára is, ezen a helyszínen bemutató jellegű tornákat rendeztek meghívott versenyzők részvételével World Tennis Chamionship elnevezéssel. A 2020-as bemutató jellegű verseny a COVID–19-világjárvány miatt elmaradt. A tornát 2022-ben sem rendezték meg.
A tornát keménypályán rendezik, összdíjazása 565 530 dollár. A főtáblára 64 versenyző kerül, a kvalifikációban 32-en indulhatnak, míg a páros tornán 28 pár részvétele biztosított.

## Döntők

### Egyéni
| Év   | Győztes           | Ellenfél a döntőben    | Eredmény a döntőben |
| ---- | ----------------- | ---------------------- | ------------------- |
| 2025 | Belinda Bencic    | Ashlyn Krueger         | 4–6, 6–1, 6–1       |
| 2024 | Jelena Ribakina   | Darja Kaszatkina       | 6–1, 6–4            |
| 2023 | Belinda Bencic    | Ljudmila Szamszonova   | 1–6, 7–6(8), 6–4    |
| 2022 | Nem rendezték meg | Nem rendezték meg      | Nem rendezték meg   |
| 2021 | Arina Szabalenka  | Veronyika Kugyermetova | 6–2, 6–2            |

### Páros
| Év   | Győztesek                         | Ellenfelek a döntőben          | Eredmény a döntőben |
| ---- | --------------------------------- | ------------------------------ | ------------------- |
| 2025 | Jeļena Ostapenko Ellen Perez      | Kristina Mladenovic Csang Suaj | 6–2, 6–1            |
| 2024 | Sofia Kenin Bethanie Mattek-Sands | Linda Nosková Heather Watson   | 6–4, 7–6(4)         |
| 2023 | Luisa Stefani Csang Suaj          | Aojama Súko Csan Hao-csing     | 3–6, 6–2, [10–8]    |
| 2022 | Nem rendezték meg                 | Nem rendezték meg              | Nem rendezték meg   |
| 2021 | Aojama Súko Sibahara Ena          | Hayley Carter Luisa Stefani    | 7–6(5), 6–4         |